# Blonde (mini-série)
Pour les articles homonymes, voir Blonde.
 (décembre 2020).
Pour plus de détails, voir Fiche technique et Distribution.
Blonde est une mini-série américain en deux épisodes réalisé par Joyce Chopra et diffusé en deux parties les 13 et 16 mai 2001 sur le réseau CBS.

## Synopsis
La vie de Marilyn Monroe.

## Fiche technique
- Réalisation : Joyce Chopra
- Scénario : Joyce Carol Oates, Joyce Eliason (en)
- Durée : 165 minutes
- Pays :  États-Unis

## Distribution
- Poppy Montgomery (VF : Michèle Lituac) : Norma Jeane Baker / Marilyn Monroe
- Patricia Richardson : Gladys Baker
- Patrick Dempsey : Cass Chaplin
- Wallace Shawn : I.E. Shinn
- Titus Welliver : le joueur de baseball - Joe DiMaggio
- Griffin Dunne : le dramaturge - Arthur Miller
- Eric Bogosian : Otto Ose
- Niklaus Lange : Bucky Glazer - James Dougherty
- Skye McCole Bartusiak : Norma Jeane jeune
- Jensen Ackles : Eddie G.
- Richard Roxburgh : M. R
- Ann-Margret : Della Monroe
- Kirstie Alley : Elsie - Grace Goddard
- Emily Browning : Fleece
- Matthew O'Sullivan : Lee Strasberg
- Andrew Clarke : Laurence Olivier
- Bruce Hughes : Clark Gable
- Renee Henderson : Jane Russell